# Al-Fayd ibn Abi-Sàlih
Abu-Jàfar al-Fayd ibn Abi-Sàlih Xirawayh, més conegut com a al-Fayd ibn Abi-Sàlih (mort vers 790) fou visir del califa abbàssida al-Mahdí. Era fill d'un cristià de Nixapur on va néixer. Després de destacar en alguns càrrecs, fou nomenat wazir o visir per al-Mahdí en el lloc de Yaqub ibn Dàwud, al qual havia destituït (782). Va restar al càrrec fins al 785, sota el califa següent, al-Hadi (785-786), però aquest el va substituir al cap de poc temps. Posteriorment encara apareix en funcions de poca rellevància. Va morir entre el 789 i el 790.